# امیل کازاز
امانوئل قازاریان (ارمنی: Էմանուել Գազազյան؛ انگلیسی: Emanuel Ghazazian با نام هنری امیل کازاز (ارمنی: Էմիլ Գազազ؛ انگلیسی: Emil Kazaz زادهٔ ۱۴ ژانویهٔ ۱۹۵۳) یک نقاش، طراج و مجسمه‌ساز اهل ارمنستان-ایالات متحده آمریکا است.

## زندگی‌نامه
در ۱۴ ژانویه ۱۹۵۳ در لنیناکان به دنیا آمد و از کالج دولتی هنرهای زیبای پانوس ترلمزیان (۱۹۷۲) و دانشگاه هنرهای زیبا و تئاتر (۱۹۷۸) فارغ‌التحصیل شد. کازاز از سال ۱۹۸۰ در لس آنجلس، کالیفرنیا سکونت دارد. وی همچنین برنده یکی از پنج مدال طلای مجسمه‌سازی در بی‌نال فلورانس در سال ۲۰۰۳ شده‌است.کازاز در سال ۲۰۰۵ یک نمایشگاه انفرادی در شهر ایروان برگزار نمود.

روزنامه «لس آنجلس تایمز» در مورد آثار کازاز در یک نمایشگاه هنری اظهار نموده‌است: 
«یکی از برجسته‌ترین قطعات در این نمایش گسترده، «اسب آویزان»، امیل کازاز است.»

## آثار
برخی از آثار وی عبارتنداز:
- عشق وحشی
- میز سنت پدرو
- مدیچی
- گرگ طلایی
- عروسی
- خانه عروسک
- میمون آبی
- یووآن
- ماهی سالارو

## برای مطالعهٔ بیشتر
- http://am.hayazg.info/Գազազ_Էմիլ